# Héctor Velazco
Héctor Javier Velazco (* 20. Mai 1973 in Avellaneda, Provinz Buenos Aires) ist ein ehemaliger, argentinischer Profiboxer und WBO-Weltmeister im Mittelgewicht. Sein Kampfname lautete „El Artillero“ (dt.: „Der Kanonier“).
Velazco bestritt seinen ersten Profikampf am 7. September 1996 gegen seinen Landsmann José Escobar und gewann durch K. o. in Runde 3. Nach zwei weiteren K.-o.-Siegen musste er am 1. Februar 1997 seine erste Niederlage hinnehmen, als er beim Kampf gegen seinen Landsmann Jorge Arias schon in der ersten Runde disqualifiziert wurde.
Es folgten 19 Kämpfe gegen durchschnittliche Aufbaugegner, von denen er 17 gewann und einen Unentschieden boxte. Am 21. Juli 2000 gewann er mit einem Punktesieg gegen seinen Landsmann Ramon Britez, den WBO-Latino-Titel im Mittelgewicht. Am 21. April 2001 besiegte er den Brasilianer Rogerio Cacciatore durch K. o. in Runde 8 und gewann damit den WBC-Continental-Americas-Titel im Mittelgewicht.
Am 10. Mai 2003 wurde er interimer WBO-Weltmeister im Mittelgewicht, nachdem sein ungarischer Gegner Andras Galfi, verletzungsbedingt zu Beginn der 8. Runde aufgeben musste. Am 29. Juni 2003 wurde er schließlich zum amtierenden Weltmeister ernannt, verlor seinen Titel jedoch schon beim ersten Titelverteidigungskampf am 13. September 2003, nach einer Punkteniederlage an den Deutschen Felix Sturm. Am 19. Juni 2004 versuchte er sich den vakanten WBO-Intercontinental-Titel im Mittelgewicht zu sichern, scheiterte aber an seinem Landsmann Mariano Carrera durch technischen K. o. in Runde 10. Am 23. April 2005 stieg er gegen den Deutschen Arthur Abraham in den Ring und boxte um die Intercontinental-Titel der WBF und WBA im Mittelgewicht, verlor jedoch durch K. o. in Runde 5.
Inzwischen in der nächsthöheren Gewichtsklasse, dem Supermittelgewicht boxend, versuchte er sich am 19. Mai 2007 auch hier den vakanten WBO-Intercontinental-Titel zu sichern, scheiterte jedoch am Deutschen Jürgen Brähmer durch Punkteniederlage. Nachdem er am 3. Juli 2008 auch noch den Kampf um den WBA-Fedelatin-Titel gegen den Venezolaner Gusmyr Perdomo durch K. o. in Runde 2 verlor, beendete er seine Boxkarriere.
Am 31. Juli 2010 startete er einen Comebackversuch und boxte gegen Braimah Kamoko um den WBF-Weltmeistertitel im Halbschwergewicht, verlor jedoch durch technischen K. o. in Runde 10.